# Franz Pokorny (Theaterdirektor)

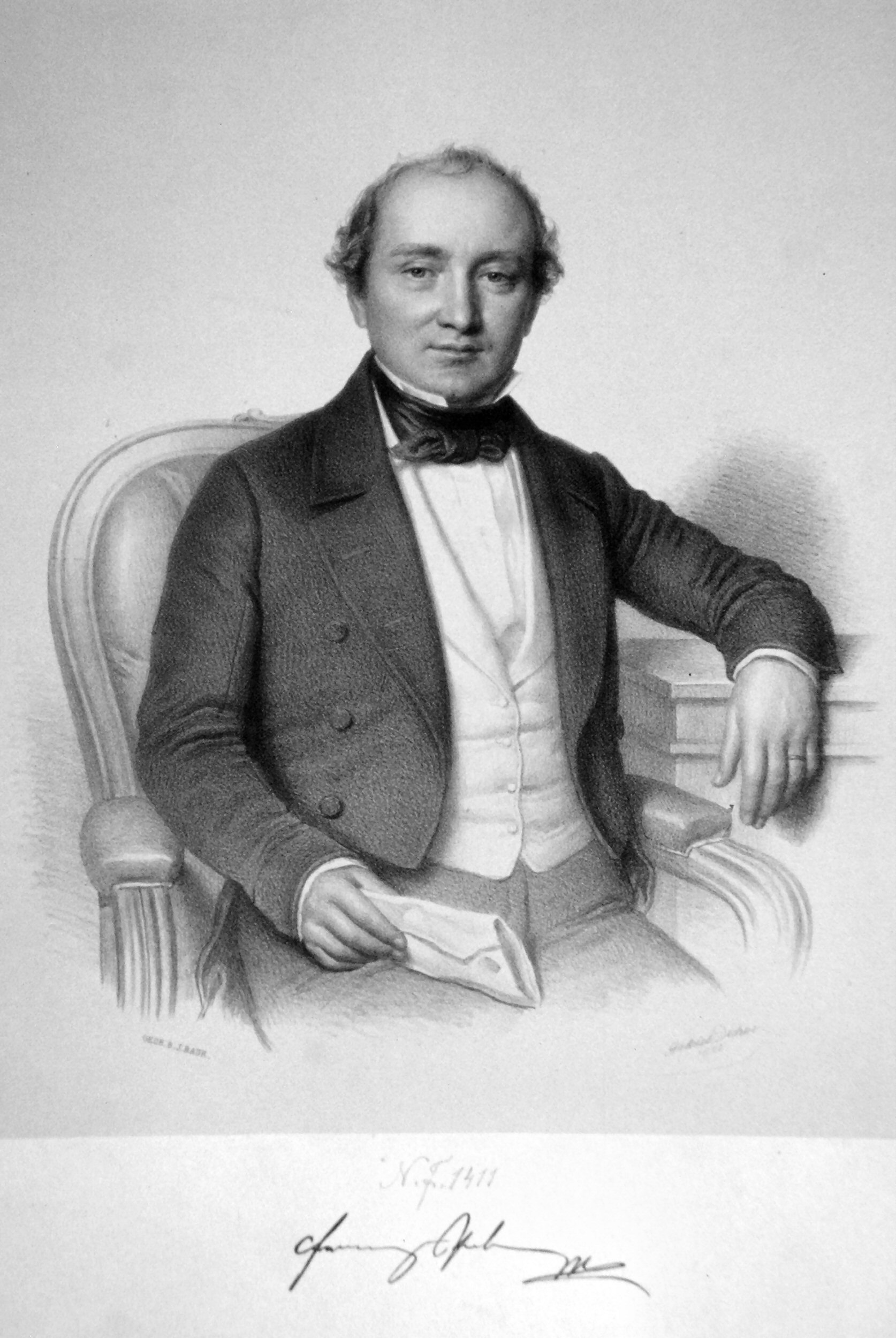
Franz Pokorny, Lithographie von Gabriel Decker, 1850

Franz Xaver Jan Pokorny (* 22. Dezember 1797 in Lstiboř bei Klutehoff; † 5. August 1850 in Wien-Meidling) war ein österreichischer Theaterdirektor.

## Leben
Pokorny, Sohn eines Lehrers in Böhmen, arbeitete zunächst als Schulgehilfe. 1819 wurde er Klarinettist am Theater in der Josefstadt in Wien, 1822 am Stadttheater in Preßburg, wo er fünf Jahre später zum Orchesterdirektor aufstieg. 1835 übernahm Pokorny das verschuldete Stadttheater und machte es wieder erfolgreich. 1836 pachtete er ebenfalls das Stadttheater in Baden und 1837 das Theater in der Josefstadt; letzteres kaufte er 1840.
Auch das Petőfi-Theater in Ödenburg erwarb er 1841 und schließlich 1845 das Theater an der Wien.
Zu Pokornys Theaterkapellmeistern zählen Persönlichkeiten wie Franz von Suppè und Albert Lortzing. Langfristig konnte er jedoch den aufwendigen, kostenintensiven Spielbetrieb nicht aufrechterhalten.
Pokornys Sohn Alois Pokorny wirkte ebenso als Theaterdirektor und Regisseur.